# جون کابیرا
جان کابیرا (انگلیسی: Jon Kabira؛ زادهٔ ۱ نوامبر ۱۹۵۸) مجری روزنامه (گوینده اخبار)، و شخصیت‌های تلویزیونی در ژاپن اهل ژاپن است.